# Свідівок
Свідівок — село в Україні, у Вербківській сільській громаді Павлоградського району Дніпропетровської області. Населення за переписом 2001 року становило 58 осіб.

## Географія
Село Свідівок знаходиться на відстані 1,5 км від села Степ. Селом протікає річка Свідівок .
Біля села знаходиться курган бронзової доби